# Hyva

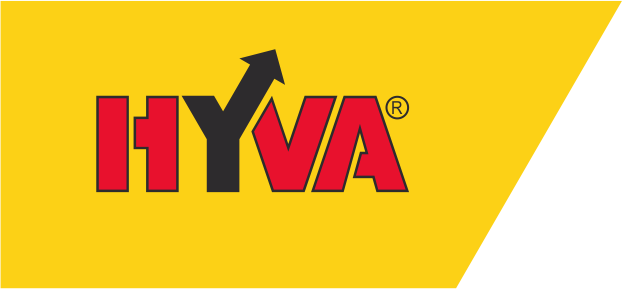
Hyvas logotyp, 2020

HYVA (HYVA Group B.V.) är ett globalt multinationellt företag grundat i Nederländerna 1979. HYVA är världens största tillverkare av tippcylindrar. Hyva tillverkar även lastbilskranar, containerhanteringssystem som lastväxlare och liftdumprar, kompressorer, pumpar och hydrauliska ledningskomponenter. HYVA omsatte över 600 miljoner euro 2014 och har över 2 000 anställda världen över.

## Historia
Hyva grundades år 1979 av Jaap Vaandrager i den nederländska kommunen Alphen aan den Rijn. Namnet är en kombination av "Hydraulisch" som betyder hydraulik på nederländska samt de två första bokstäverna i "Vaandrager".
Genom en bra tillväxt kunde företaget expandera sin verksamhet till sina grannländer Frankrike och Belgien, under dotterbolagen Hyva France och Hyva Belgium. År 1982 etablerade sig Hyva även i Tyskland och Storbritannien under dotterbolagen Hyva GMBH (Mönchengladbach-Güdderath) och Hyva UK. År 1987 grundades dotterbolaget Hyva Iberica, med säte I Barcelona. År 1991 tog Hyva klivet utanför Europa genom att grunda Hyva Malaysia, vilket blev startskottet på den asiatiska marknaden. Samma år köptes lyftkrantillverkaren Kennis.
Första fabriken utanför Europa kom år 1995 i samband med etableringen av Hyva Brazil i Brasilien, i staden Caxias do Sul.
År 1996 etableras Hyva Poland och Hyva Thailand, samt Hyvas andra fabrik utanför Europa under dotterbolaget Hyva India, men fabrik i Bombay.
Technamics B.V startades år 1998, vilka fokuserade på att utveckla lastväxlare och lastdumpers (containerhanteringsystem), inom produktfamiljen Hyva Lift. År 2001 tog Hyva över Georg Groups hydraulikdivision i Olbersdorf i Tyskland, som är specialister på cylindrar.
Under år 2003 etablerade sig Hyva även i Marocko, Ryssland och Tjeckien.
År 2004 grundades Hyva China, med en stor fabrik i Yangzhou, Kina. Året därpå, 2005 kom även en etablering i Illinois, USA under namnet Hyva Corporation.
År 2006 öppnades ytterligare en fabrik i Bombay, samt en ny etablering av Hyva Lift i Irland. Hyva övertog samma år Amco Veba / Ferrari Group.
Altatec Group of Companies blev år 2007 Hyva Pacific. Detta år öppnades även en ny fabrik upp i Indien, denna gång i Bangalore.
Tre nya dotterbolag grundades år 2008, i Mexiko, Rumänien samt i Ungern. Hyva köpte även företaget Tecnoment 2008 som är specialister på double-acting cylinders.
År 2011 öppnades nya fabriker i Kina samt i Indien. Även ett nytt dotterbolag i Hongkong bildades under namnet Hyva Hong Kong. År 2012 grundades Hyva Indonesia i Kab Bekasi, Indonesien, Hyva Asia Holdings i Singapore samt Hyva i Dubai, Förenade Arabemiraten.
Hyvas köpte Jiangsu Yinbao Special Vehicle Co., Ltd år 2013. Samma år etablerade Hyva sig även i Sydarfika med dotterbolaget Hyva Southern Africa.
År 2015 etablerades ett nytt dotterbolag i Izmir, Turkiet samt ännu en fabrik i Yangzhou, Kina. 2016 expanderade företaget i Sydamerika genom ett dotterbolag i Santiago, Chile, samt 2017 i Vietnam med etablering i Hanoi. Detta år hade Hyva tillverkat 2 000 000 cylindrar.
År 2018 grundades Hyva Nordic med kontor i Järna, Sverige.

## Produktfamilj
Hyva har en stor variation av produkter i sitt sortiment.

### Tippcylinder
Hyvas tippcylindrar för lastbilar är deras kändaste produkt. Vanligtvis delas cylindrarna in i klasserna "Frontcylinder" som monteras framför flaket som ska tippas, samt "Under-bodycylinder" som monteras under flaken. Hyva står för totalt 40% av den totala världsmarknaden när det kommer till tippcylindrar.

### Containerhantering

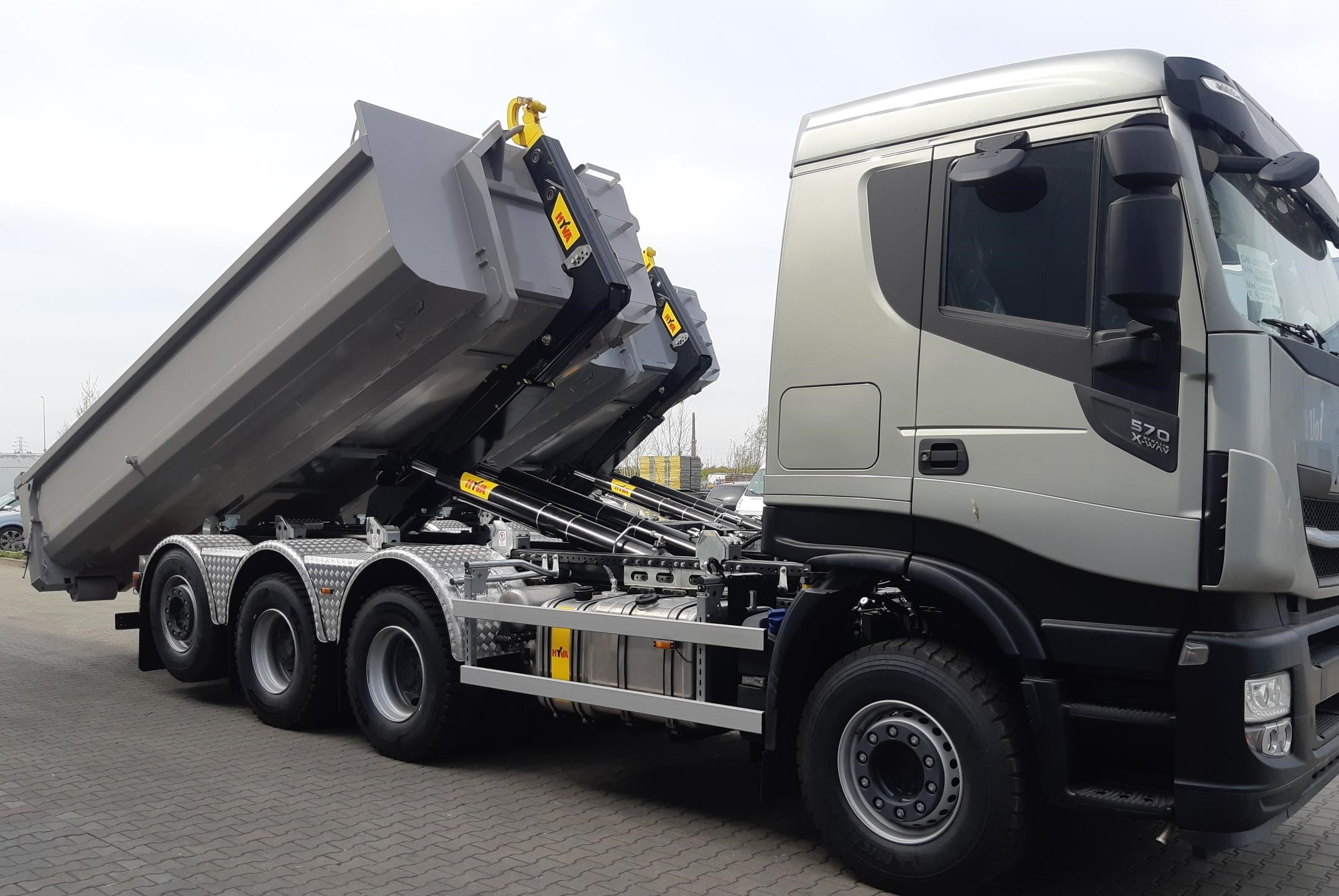
HYVA TITAN HOOKLOADER

Produktfamiljerna Hyva Hookloaders och Hyva Skiploaders tillverkar lösningar för containerhantering.

### Kranar
Hyva tillverkar kranar för bilar och lastbilar, samt för marina fordon. Hyvas kranar tillverkas under märkena Hyva Crane, Ferrari Crane och Amco Veba.

### Övrigt
Hyva levererar även ett stort utbud av tillbehör för sina produkter, som kompressorer, pumpar, oljetankar och hydrauliska ledningskomponenter .